# تگزاس سیتی (تگزاس)
تگزاس سیتی، تگزاس(به انگلیسی: Texas City, Texas) شهری در ایالت تگزاس از ایالات جنوبی ایالات متحده آمریکا است. در سرشماری سال ۲۰۰۰، جمعیت این شهر ۴۱۵۲۱ نفر اعلام شد.